# Убийство семьи Уоттс
Убийство семьи Уоттс — преступление, произошедшее в городе Фредерик, штат Колорадо, США, ранним утром 13 августа 2018 года.

## Предпосылки
Кристофер Уоттс и Шанэнн Ржуцек были родом из Северной Каролины. У пары было две дочери: Белла и Селеста. На момент смерти Шанэнн находилась на 15 неделе беременности. Семья Уоттс жила в просторном доме во Фредерике, штат Колорадо, который они приобрели в кредит в 2013 году. Они объявили о банкротстве в 2015 году. Кристофер работал нефтяником в компании Anadarko Petroleum. Шанэнн продавала биологически активные добавки многоуровневой маркетинговой компании Le-Vel через соцсети. Она вела стримы, рассказывая, как эти средства помогли им избавиться от недугов, сбросить вес и поднять жизненный тонус. Они сформировали имидж процветающей, успешной и дружной семьи.

## Исчезновение
Примерно в 1:48 ночи 13 августа 2018 года Шанэнн возвращалась с семинара Le-Vel из Аризоны. Её подвезла из аэропорта домой подруга и коллега по Le-Vel Николь Аткинсон. Кристофер был дома с дочерьми. Аткинсон забеспокоилась, когда Шанэнн не явилась на запланированный приём у гинеколога и не выходила на связь, что было для неё нехарактерно. После того, как Шанэнн пропустила деловую встречу, Аткинсон отправилась к дому четы Уоттс. Её звонки и стук в дверь остались без ответа. Аткинсон уведомила Кристофера, который был на работе, и позвонила в полицейское управление. Сотрудник полиции прибыл на место около 13:40. Кристофер разрешил полицейскому осмотреть дом. В доме никого не было, но полицейские обнаружили сумочку Шанэнн с её телефоном и ключами. Её машина с автокреслами девочек стояла в гараже. Обручальное кольцо Шанэнн было найдено на тумбочке.
Исчезновение широко освещалось в СМИ. Кристофер давал интервью местным ТВ-каналам умоляя вернуться домой жену и дочерей. На следующий день к делу подключились ФБР и Колорадское бюро расследований (CBI). Первоначально Кристофер сказал полиции, что он понятия не имеет, где может быть его семья, и что видел свою жену в последний раз в 5:15 утра когда ушёл на работу. Камера видеонаблюдения соседа зафиксировала его отъезд, но после него никто дом не покидал.

## Арест и обвинения
15 августа 2018 года муж был арестован. Он не прошёл проверку на детекторе лжи и в ходе последующего допроса признался в убийстве Шанэнн, но отрицал причастность к убийству детей. Согласно его показаниям, у него был роман, и тем утром он заговорил о разводе. Жена якобы вспылила и задушила девочек, а затем в приступе гнева он задушил её и спрятал тела на территории нефтехранилища Анадарко Петролеум. 16 августа тела девочек были обнаружены в резервуарах для хранения сырой нефти. Тело Шанэнн нашли неподалёку. 21 августа Кристоферу было предъявлено обвинение по четырём пунктам обвинения в предумышленном убийстве первой степени, в том числе по одному дополнительному пункту обвинения, связанного со «смертью ребёнка, которому ещё не исполнилось 12 лет, находившегося на попечении обвиняемого», незаконному прерыванию беременности и трём эпизодам надругательства над телом умершего человека.

## Сделка о признании вины и вынесение приговора
Кристофер признал себя виновным в убийствах 6 ноября. 19 ноября он был приговорён к пяти пожизненным срокам без возможности условно-досрочного освобождения. Он получил дополнительно 48 лет за незаконное прерывание беременности и 36 лет за надругательство над умершими. 5 декабря он прибыл в тюрьму строгого режима, где отбывает пожизненное заключение.